# Championnats du monde de BMX 2003
Navigation
Édition précédente Édition suivante
Les championnats du monde de BMX 2003, huitième édition des championnats du monde de BMX organisés par l'Union cycliste internationale, ont eu lieu du 25 au 27 juillet 2003 à Perth, en Australie. Ils sont remportés par l'Américain Kyle Bennett chez les hommes et par la Française Élodie Ajinça chez les femmes.

## Podiums
| Épreuves                     | Or                 | Argent                 | Bronze           |
| ---------------------------- | ------------------ | ---------------------- | ---------------- |
| Épreuves masculines          |                    |                        |                  |
| Élite hommes                 | Kyle Bennett       | Randy Stumpfhauser     | Robert de Wilde  |
| Cruiser élite hommes         | Randy Stumpfhauser | Michal Prokop          | Luke Madill      |
| Épreuve masculines - juniors |                    |                        |                  |
| Junior hommes                | Artūrs Matisons    | Manuel Alejandro López | Sander Bisseling |
| Cruiser junior hommes        | Artūrs Matisons    | Manuel Alejandro López | Thomas Hamon     |
| Épreuves féminines           |                    |                        |                  |
| Élite femmes                 | Elodie Ajinça      | Willy Kanis            | Tatjana Schocher |
| Junior femmes                | Samantha Cools     | Kimberly Hayashi       | Cyrielle Convert |

## Tableau des médailles
| Rang  | Nation     | Or | Argent | Bronze | Total |
| ----- | ---------- | -- | ------ | ------ | ----- |
| 1     | États-Unis | 2  | 2      | 0      | 4     |
| 2     | Lettonie   | 2  | 0      | 0      | 2     |
| 3     | France     | 1  | 0      | 1      | 2     |
| 4     | Canada     | 1  | 0      | 0      | 1     |
| 5     | Argentine  | 0  | 2      | 0      | 2     |
| 6     | Tchéquie   | 0  | 1      | 0      | 1     |
| 7     | Pays-Bas   | 0  | 0      | 2      | 2     |
| 8     | Australie  | 0  | 0      | 1      | 1     |
|       | Suisse     | 0  | 0      | 1      | 1     |
| Total | Total      | 6  | 6      | 6      | 18    |